# Okanagan-Boundary (circonscription britanno-colombienne)
Pour les articles homonymes, voir Okanagan (homonymie) et Boundary.
Circonscription électorale provinciale du Canada
Okanagan-Boundary est une ancienne circonscription provinciale de la Colombie-Britannique représentée à l'Assemblée législative de la Colombie-Britannique de 1991 à 2001.

## Géographie
La circonscription représentait la région de la rivière Similkameen, de la ville de Kaleden (en), du village de Keremeos à Grand Forks à la communauté de Christina Lake. Celle-ci incluait les villes d'Okanagan Falls, Oliver, Osoyoos, Rock Creek (en) et Greenwood.

## Liste des députés
| Législature                                                     | Années                                                          | Député                                                          | Député                                                          | Parti                                                           |
| Okanagan-Boundary Circonscription issue de Boundary-Similkameen | Okanagan-Boundary Circonscription issue de Boundary-Similkameen | Okanagan-Boundary Circonscription issue de Boundary-Similkameen | Okanagan-Boundary Circonscription issue de Boundary-Similkameen | Okanagan-Boundary Circonscription issue de Boundary-Similkameen |
| --------------------------------------------------------------- | --------------------------------------------------------------- | --------------------------------------------------------------- | --------------------------------------------------------------- | --------------------------------------------------------------- |
| 35e                                                             | 1991–1996                                                       |                                                                 | Bill Barlee                                                     | Néo-démocrate                                                   |
| 36e                                                             | 1996–2001                                                       |                                                                 | Bill Barisoff                                                   | Libéral                                                         |
| Circonscription abolie, voir : West Kootenay-Boundary           |                                                                 |                                                                 |                                                                 |                                                                 |